# 羽茂町

佐渡島における平成の大合併の地図。

羽茂町（はもちまち）は、かつて新潟県佐渡郡におかれていた町。佐渡島の南海岸に位置していた。2004年に佐渡地方全域が合併し、佐渡市の一部となった。
特産品としてマルハおけさ柿（品種名：平核無）が知られる。

## 地理
町を貫流する羽茂川沿いに羽茂平野が広がっており、雪の少ない温暖な気候となっている。同平野に位置する羽茂本郷が町の中心となっており、新潟県立羽茂高等学校、羽茂城址が立地する。
- 河川: 羽茂川

### 隣接していた自治体
- 真野町、小木町、赤泊村（以上すべて現在は佐渡市の一部）

## 歴史

### 沿革
- 1901年（明治34年）11月1日 - 佐渡郡羽茂本郷村、千手村、大橋村が合併し、羽茂村（はもちむら）が発足。
- 1955年（昭和30年）3月31日 - 佐渡郡西三川村の大字村山、小泊、亀脇と合併して羽茂村を新設。
- 1961年（昭和36年）4月1日 - 町制施行し羽茂町となる。
- 2004年（平成16年）3月1日 - 両津市、相川町、佐和田町、金井町、新穂村、畑野町、真野町、小木町、赤泊村と合併して、佐渡市となり消滅。

## 行政
- 町長：早川一夫（ - 2004年）

## 経済

### 産業・生産物
- 柿は国内でも有数の生産地で、全国のスーパーマーケットなど生鮮食品店に出荷している。
- 他に、米、味噌、魚介類、蜜柑、服飾、電子部品

## 教育
- 新潟県立羽茂高等学校
- 羽茂自然学園（カルトピアセンター「素浜」）

## 交通

### 道路
- 国道
  - 国道350号
- 主要地方道
  - 新潟県道45号佐渡一周線
  - 新潟県道81号佐渡縦貫線

### 港湾
- 小木港羽茂地区（旧羽茂港）

## 名所・旧跡・観光スポット・祭事・催事
- 羽茂城
- 度津神社
- 大滝楽舎

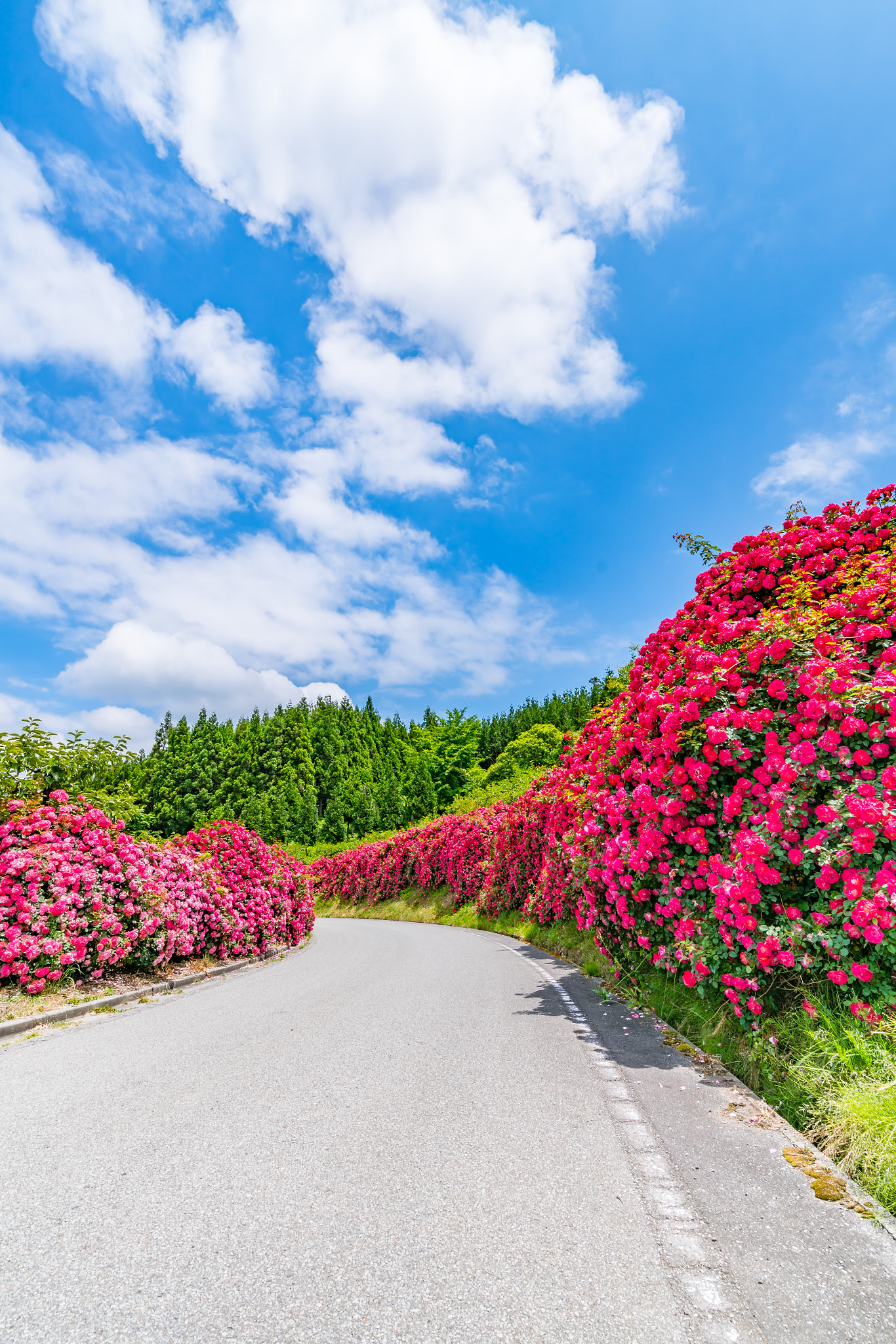
バラロード

- 羽茂大崎 - 国指定の重要無形民俗文化財である文楽「文弥人形」を始めとする郷土芸能が盛ん。毎年開催される、大崎そばの会（文弥人形を上演）が全国的に有名。

## 出身有名人
- 大崎屋松之助